# Æsop
Æsop (eller Aisopos, græsk Αἴσωπος—Aisōpos) (ca. 620–564 f.Kr.) var en græsk forfatter af fabler, som har lagt navn til Æsops fabler. I alt skrev han omkring 600 fabler. 

## Æsops liv
Herodot beskrev ham som en slave fra Samos og placerede ham i 500-tallet. Herodot mente, at Æsop muligvis blev myrdet af præsterne i Delfi for at have afsløret deres griskhed. Oplysningen skulle stamme fra en biografi, der senere blev videreudviklet til Æsopromanen.
Apollonius af Tyana, en lærer og mirakelmand fra det første århundrede, muligvis filosof inden for den ny-pythagoræiske retning,  sagde om Æsop:
"Som den, der spiser godt af almindelige tallerkner, brugte han ydmyge eksempler til at lære os store sandheder. Efter at have fortalt en historie giver han råd om at gøre noget eller ikke at gøre noget. Og han var tættere på sandheden end digterne; for digterne anstrengte sig for at gøre deres historier troværdige. Mens han ved at fortælle en historie, alle vidste, ikke var sand, fik han fortalt sandheden blot ved at påstå, det ikke drejede sig om virkelige begivenheder."  Philostratus, Apollonius af Tyanas liv, bog V:14)

## Æsops fabler
Æsops fabler handlede oftest om talende dyr med menneskelig kløgt, samt en morale, der kan vise den stærkeres ret. Eller den svages, men kløgtiges sejr over den store, men dumme. Den aften, han skulle dø, sagde Sokrates til sine venner, at han opfattede smerte og nydelse som to sider af den samme sag; får man det ene, følger det andet uvægerligt efter: "Og jeg mener, at hvis Æsop havde lagt sig det på sinde, havde han digtet en fabel om, hvordan guden - da han ville forlige disse to modpoler, men mislykkedes - bandt deres ender sammen i en knude, så er det ene hos nogen, følger det andet efter." Sokrates fordrev sin sidste tid i fængslet blandt andet med at omdigte flere af Æsops fabler til rim. 
Fablerne er historier om dyr, der gør intelligente ting, f.eks. kragen, der kun kan nå vandet på bunden af en høj beholder ved at fylde denne op med sten, indtil vandoverfladen hæves så meget, at den kan nå vandet. Moderne forskning har bekræftet, at krager er i stand til dette. 
Demetrios fra Faleron samlede de første fabler i antikken.  Der har været flere andre udgivelser, hvoraf Collectio Augustana (300-400 e.Kr.) er bedst kendt. Den første omfattende oversættelse til latin blev gjort af Phaedrus, en af Augustus' frigivne. Det drejede sig om 100 fabler.  Den samling, vi kender som Æsops fabler, stammer fra den sene græske version af Babrius omkring 300 f.Kr., med flere oversættelser i 800-tallet af Ignatius Diaconus, som også tilføjede historien fra sanskrit (Panchatantra), efterfulgt af den endelige udgave af munken Maximus Planudes. 
En udgivelse er skrevet som limericks.  I Ræven og vindruerne genkendes ræven, der siger om rønnebærene: "Højt hænger de, og sure er de!" 